# Indice di sviluppo umano (Rapporto 2009)
Il rapporto per il 2009 del rapporto sullo sviluppo umano riporta che, in generale l'Indice di sviluppo umano con i dati del 2007. È stato pubblicato il 5 ottobre 2009 con il titolo "Overcoming barriers: Human mobility and development". La maggior parte dei dati usati nel rapporto sono del 2007 o precedenti e quindi l'indice di sviluppo umano (HDI) è da considerarsi relativo all'anno 2007.

## Rapporto 2009 (dati 2007)
sopra 0,950
     0,900-0,949
     0,850-0,899
     0,800-0,849
     0,750-0,799
     0,700-0,749
     0,650-0,699
     0,600-0,649
     0,550-0,599
     0,500-0,549
     0,450-0,499
     0,400-0,449
     0,350-0,399
      sotto 0,350
     Dati non disp.

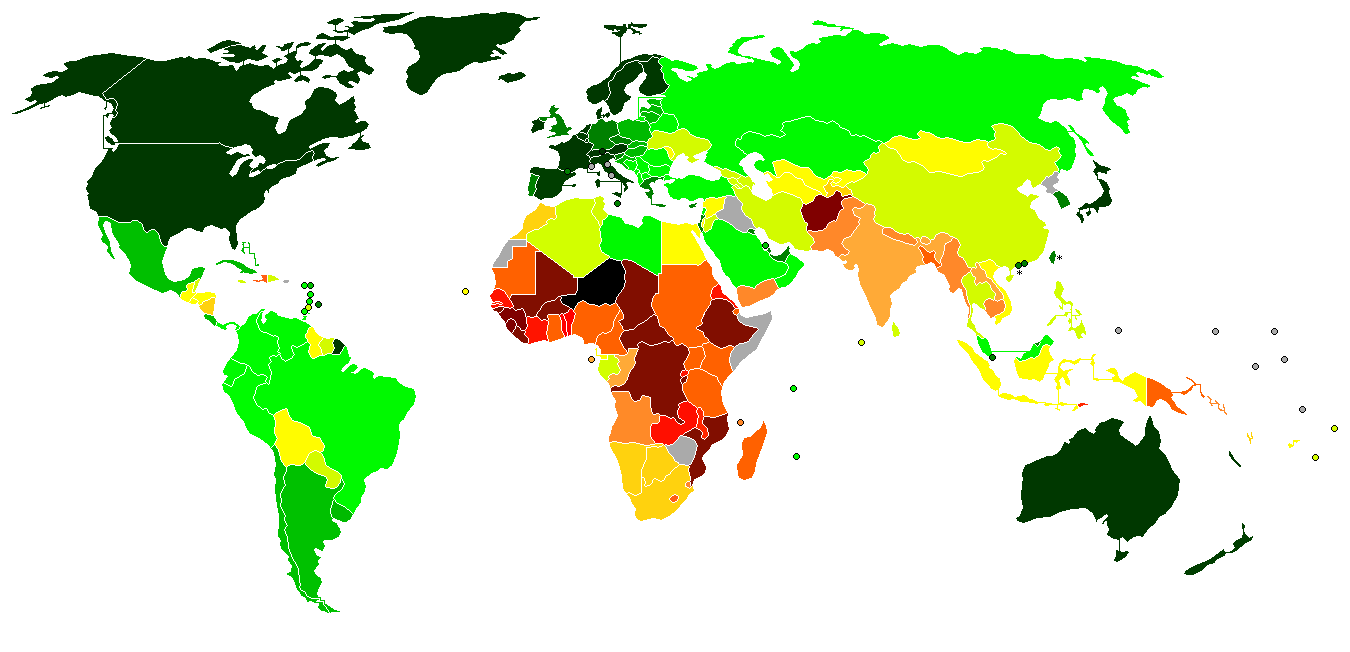
Mappa dell'indice di sviluppo umano (Rapporto 2009-dati 2007)
MOLTO ALTO
sopra 0,950
0,900-0,949
ALTO
0,850-0,899
0,800-0,849
MEDIO
0,750-0,799
0,700-0,749
0,650-0,699
0,600-0,649
0,550-0,599
0,500-0,549
BASSO
0,450-0,499
0,400-0,449
0,350-0,399
sotto 0,350
Dati non disp.

In base al valore dell'indice i paesi sono suddivisi in quattro macrogruppi:
1. Un livello dell'indice HDI sopra 0,9 rappresenta un livello di sviluppo molto alto. In questa fascia, composta da 38 paesi, è presente la gran parte dei paesi sviluppati di Nord America, Europa occidentale, Oceania ed Asia dell'Est.
2. Un livello dell'indice HDI compreso tra 0,8 e 0,9 rappresenta un livello di sviluppo alto. In questa fascia, composta da 45 paesi, è presente la gran parte dei paesi in via di sviluppo dell'Europa dell'Est, dell'America Latina, del Sudest Asiatico e dei Caraibi e i paesi produttori di petrolio della Penisola araba.
3. Un livello dell'indice HDI compreso tra 0,5 e 0,8 rappresenta un livello di sviluppo medio. In questa fascia, composta da 75 paesi, sono presenti i rimanenti paesi con sviluppo intermedio o in via di sviluppo, tra cui i due paesi più popolati del mondo: Cina e India.
4. Un livello dell'indice HDI inferiore a 0,5 rappresenta un livello di sviluppo basso. In questa fascia sono classificati 24 paesi del quarto mondo localizzati prevalentemente in Africa.

Nelle tabelle seguenti, una freccia verde () rappresenta un miglioramento della posizione in classifica rispetto al rapporto precedente, una freccia rossa () rappresenta un peggioramento in classifica, mentre una linea blu () rappresenta il mantenimento della posizione precedente. Segue il numero di posizioni guadagnate o perse.

### Primi 22 Paesi
Il seguente elenco tiene conto del rapporto sullo sviluppo umano del 2009, calcolato su dati 2007, pubblicato il 5 ottobre 2009.
1. Norvegia 0,971 ()
2. Australia 0,970 ()
3. Islanda 0,969 ()
4. Canada 0,966 ()
5. Irlanda 0,965 ()
6. Paesi Bassi 0,964 ( 1)
7. Svezia 0,963 ( 1)
8. Francia 0,961 ( 3)
9. Giappone 0,960 ()
10. Svizzera 0,960 ()

1. Lussemburgo 0,960 ( 3)
2. Finlandia 0,959 ( 1)
3. Stati Uniti 0,956 ( 1)
4. Austria 0,955 ( 2)
5. Spagna 0,955 ()
6. Danimarca 0,955 ( 2)
7. Belgio 0,953 ()
8. Italia 0,951 ( 1)
9. Liechtenstein 0,951 ( 1)
10. Nuova Zelanda 0,950 ()
11. Regno Unito
12. Germania

### Ultimi 10 Paesi
| 1. Guinea-Bissau 0,396 ( 2) 2. Burundi 0,394 ( 2) 3. Ciad 0,392 ( 5) 4. RD del Congo 0,389 ( 2) 5. Burkina Faso 0,389 ( 4) 6. Mali 0,371 ( 10) 7. Rep. Centrafricana 0,369 ( 1) 8. Sierra Leone 0,365 ( 1) 9. Afghanistan 0,352 (N/A) 10. Niger 0,340 ( 8) |

### Paesi non presenti nella classifica
I seguenti paesi membri dell'ONU o parzialmente riconosciuti dallo stesso, non sono presenti nella classifica 2007 dell'Indice di sviluppo umano, per impossibilità nel reperire i dati necessari.
Africa
- Somalia
- Sahara occidentale (*)
- Zimbabwe

America
- Porto Rico (*)

Asia
- Corea del Nord
- Iraq
- Macao (*)
- Taiwan (*)

Europa
- Monaco
- San Marino
- Città del Vaticano (#)
- Kosovo  (**)

Oceania
- Kiribati
- Isole Marshall
- stati federati di Micronesia
- Nauru
- Palau
- Tuvalu

(*) Paesi non membri dell'ONU, solo parzialmente riconosciuti.

(**) Paese riconosciuto da gran parte degli stati europei, dagli Stati Uniti e dal Giappone.
(#) La Città del Vaticano ha lo status di osservatore non membro dell'ONU.